# Idaea remissa
Idaea remissa là một loài bướm đêm trong họ Geometridae.